# Murgàntia
Murgàntia (en llatí Murgantia) va ser una ciutat del Samni que només menciona Titus Livi i que la qualifica de ciutat forta (validam urbem). Va ser conquerida per assalt pel cònsol romà Publi Deci Mus, en un sol dia l'any 296 aC.
És la moderna Baselice, prop del riu Fortore (Frento), al territori dels hirpins a uns 30 km a l'oest de Lucèria.
En temps de Septimi Sever segons una inscripció encara existia com a ciutat o com a municipi, però la inscripció inscripció és dubtosa.